# Yashichirō Takahashi
Yashichiro Takahashi (高橋 弥七郎, Takahashi Yashichirō) est un auteur japonais. Il est connu pour avoir créé la série de light novels Shakugan no Shana.

## Œuvres
- A/B Extreme (2002–2004)
  - A/B Extreme - CASE-314 Emperor
  - A/B Extreme - Mask of Nicolaus
  - A/B Extreme - Dream of Abraxas
- Shakugan no Shana (2002–2012)
- Kanae no Hoshi (2014)

Autres
- Bokusatsu Tenshi Dokuro-chan desu (collective writing)